# Daïra de Beni Ourtilane
La daïra de Beni Ourtilane est une circonscription administrative algérienne située dans la wilaya de Sétif. Son chef-lieu est situé sur la commune éponyme de Beni Ourtilane.
La daïra regroupe les quatre communes Aïn Legraj, Beni Chebana, Beni Ourtilane et Beni Mouhli.

## Géographie

### Localisation
| Djaafra (wilaya de Bordj Bou Arreridj) | Beni Maouche (wilaya de Béjaïa) | Bouandas        |
| Djaafra (wilaya de Bordj Bou Arreridj) | daïra de Beni Ourtilane         | Hammam Guergour |
| Guenzet                                | Guenzet                         | Hammam Guergour |